# Diogo Morgado
Diogo Miguel Morgado Soares, lepiej znany jako Diogo Morgado (ur. 17 stycznia 1981 w Lizbonie) – portugalski aktor filmowy i telewizyjny, reżyser, scenarzysta i model, który zyskał międzynarodową popularność dzięki roli Jezusa Chrystusa w nominowanym do nagrody Emmy miniserialu History Biblia (2013) i filmie 20th Century Fox Syn Boży (2014).

## Życiorys

### Wczesne lata
Urodził się w Lizbonie w Campo Grande jako starszy syn Fátimy Morgado. Całe dzieciństwo spędził w Alentejo, ze swoim młodszym bratem Pedro.

### Kariera
Rozpoczął swoją karierę w wieku czternastu lat jako model. Wkrótce znalazł pracę w portugalskiej telewizji. Wziął udział w telenowelach i serialach telewizyjnych, m.in.: RTP Matka Ziemi (Terra Mãe, 1998), Pamiętnik Marii (Diário de Maria, 1998), Legenda Herona (A Lenda da Garça, 2000), A Febre do Ouro Negro (2000), dla nastolatków Floribella (2006) i Morangos com açucar (2009), a także w brazylijskiej telenoweli SBT Objawienia (Revelação, 2008) i filmie hiszpańskim Mapa (2009).
Po roli Miguela w telefilmie SIC Amo-te Teresa (2000) zdobył uznanie jako jeden z najbardziej obiecujących aktorów swojego pokolenia. Na ekranie był także protagonistą. W melodramacie Puszcza (A Selva, 2002) odtwarzał postać pochodzącego z portugalskiej arystokracji Alberto, która zakochuje się w zamężnej kobiecie w 1912 roku podczas pracy na plantacji w Amazonii. Dostał główną rolę jako Santiago Medina w telenoweli Vingança (2007) i zagrał portugalskiego dyktatora Oliveira Salazar w miniserialu A Vida Privada de Salazar (2009). Za rolę João Caldasa Ribeiro w uhonorowanej nagrodą Emmy telenoweli Więzy krwi (Laços de Sangue, 2010-2011) otrzymał nagrodę Troféu TV 7 Dias. W filmie Zbrodnia ojca Amaro (O Crime do Padre Amaro, 2005) jako Libaninho zaprezentował swój talent komediowy.
Występował także na scenie Teatro Maria Matos, Teatro Aberto, Teatro Nacional D.Maria II i Auditório Carlos Paredes. Występował m.in. w przedstawieniu Pokolenie Out (Geração Out) i widowisku dla dzieci Piosenki oceanów (Canção dos Oceanos). Przy spektaklu Ucisk (Opressão) Diogo zadebiutował jako autor i reżyser. Obsadzany był w głównych rolach w sztukach teatralnych takich jak Okno dachowe (Skylight) Sir Davida Hare'a i Królewskie polowanie na słońce Petera Shaffera. Zajmował się również dubbingiem i podkładał głos Dicka Darwinga w serialu Disney Channel Wymiennicy (Os Substitutos, 2011).
W 2013 spróbował swoich sił jako reżyser i scenarzysta 21-minutowego dramatu Break. W trzecim sezonie serialu ABC Zemsta (Revenge, 2013) wystąpił jako dr Jorge Velez. Jego kreacja Jezusa w filmie Syn Boży (Son of God, 2014) przyniosła mu Grace Award na MovieGuide Awards w Los Angeles i nominację do Imagen Foundation Award. Był także gościem w programie Oprah Winfrey. Wziął także udział w dwóch amerykańskich produkcjach: melodramacie Czerwony motyl (Red Butterfly, 2014) jako lojalny wieloletni przyjaciel gangstera oraz filmie akcji Urodzony zwycięzca 2 (Born to Race: Fast Track, 2014) zagrał postać kierowcy wyścigowego, z udziałem Bretta Daverna, Beau Mirchoffa, Sharon Lawrence, Steve'a Bonda, Corbina Bernsena i Granta Showa. Po występie w komedii Wywrócone na drugą stronę (Virados do Avesso, 2014), wcielił się w The Mana, inaczej znanego jako Lucyfera w serialu The CW Posłańcy (The Messengers, 2015).

## Życie prywatne
Przez dwa lata był związany z portugalską aktorką Sofią Duarte Silvą. W 2009 poślubił Cátię Oliveirę, z którą ma dwóch synów – Santiago (ur. 2 września 2009) i Afonso (ur. 2016). W listopadzie 2017, po ośmiu latach małżeństwa, doszło do separacji, kiedy ujawniono romans Morgado z aktorką Joaną de Veroną. W styczniu 2018 Morgado definitywnie zakończył romans. Mimo upokorzenia, żona Cátia Oliveira, wybaczyła mu zdradę i przyjęła go z powrotem.

## Filmografia

### Filmy
- 2000: Kocham Cię, Tereso (Amo-te, Teresa, TV) jako Miguel
- 2000: Panna młoda (A Noiva) jako Eduardo
- 2001: Teorema de Pitágoras (TV) jako Roberto
- 2002: Puszcza (A Selva) jako Alberto
- 2004: Vá Para Fora... Ou Vai Dentro! (TV)
- 2007: Dos rivales casi iguales jako Vicente
- 2007: Acredita, Estou Possuído! (TV) jako Jorge
- 2007: A Escritora Italiana jako Joseph
- 2009: Star Crossed jako Hugo Pereira
- 2010: Mami Blue jako Pancho
- 2012: A Teia de Gelo jako Jorge
- 2012: Maria Coroada (TV) jako Basílio
- 2014: Syn Boży (Son of God) jako Jezus
- 2014: Urodzony zwycięzca 2 (Born to Race: Fast Track) jako Enzo Lauricello
- 2014: Red Butterfly jako Antonio Vega Jr. – Tonio
- 2014: Wywrócone na drugą stronę (Virados do Avesso) jako João Salgado
- 2016: Love Finds You in Valentine (TV) jako Derek Sterling
- 2017: O Matador jako Shaggy
- 2017: Malapata jako Barbosa
- 2018: Parque Mayer jako Eduardo Gonzaga
- 2021: Sanktuarium (The Unholy) jako prałat Delgarde

### Seriale TV
- 1996: Primeiro Amor jako zawodnik União Serrense
- 1997: A Mulher do Sr. Ministro jako Model
- 1998: Terra Mãe jako Miguel
- 1998: Dziennik Marii (Diário de Maria) jako Luís
- 1999: A Hora da Liberdade jako Teixeira
- 1999: Legenda Herona (A Lenda da Garça) jako Manuel Domingos
- 2000: Médico de Família
- 2000: A Febre do Ouro Negro jako Bob
- 2000: Dziennikarze (Jornalistas) jako Bruno
- 2000–2001: Ajuste de Contas jako Francisco
- 2001: Estação da Minha Vida jako Raul
- 2002: O Quinto dos Infernos jako D. Carlos
- 2002-2003: Wszystko dla miłości (Tudo Por Amor) jako Pedro Castelo Branco
- 2003-2005: Os Malucos do Riso – różne role
- 2004: Inspektor Max (Inspector Max) jako Miguel
- 2004: O Prédio do Vasco jako lekarz
- 2004–2005: Maré Alta jako Ship Passenger
- 2005: Os Malucos nas Arábias – różne role
- 2005: Dziennik Zofii (Diário de Sofia)
- 2005: Malucos na Praia – różne role
- 2005: Malucos e Filhos – różne role
- 2005: Inspektor Max (Inspector Max) jako Rui Leão
- 2006: Floribella jako Dinis
- 2006–2007: Aqui Não Há Quem Viva jako Fernando
- 2007: Przygoda (Uma Aventura) jako Jaime
- 2007: Vingança jako Santiago Medina
- 2008: Malucos no Hospital – różne role
- 2008: Objawienia (Revelação) jako António
- 2009: 7 Vidas
- 2009: A Vida Privada de Salazar jako Oliveira Salazar
- 2009: Novos Malucos do Riso – różne role
- 2010: Czerwony księżyc (Lua Vermelha) jako Artur
- 2010–2011: Więzy krwi (Laços de Sangue) jako João Caldas Ribeiro
- 2011: Wymiennicy (Os Substitutos) jako Dick Daring (głos)
- 2011: Tymczasowy koniec (Tempo Final) jako Pedro
- 2013: Biblia (The Bible) jako Jezus
- 2013: Zemsta (Revenge) jako Jorge Velez
- 2013-2014: Sol de Inverno jako Eduardo
- 2015: Posłańcy (The Messengers) jako człowiek
- 2015–2016: CSI: Cyber jako Miguel Vega
- 2017: Czas zemsty, czas miłości (Ouro Verde) jako José-Maria Magalhães / Jorge Monforte
- 2018: MacGyver jako Carlos